# Verein für Niedersächsisches Volkstum
Der Verein für Niedersächsisches Volkstum wurde 1904 in Bremen gegründet. Anlass für die Gründung des Vereins waren die Sorge um den Verlust bürgerlicher und bäuerlicher Traditionen angesichts der Industrialisierung und Stadtentwicklung, aber auch die Bedrohung von Kulturgütern sowie fortschreitende Eingriffe in die Natur. Die aktive Gruppe der Gründer nahm ein niedersächsisches Trachtenfest zum Anlass, um auf die aus ihrer Sicht bestehenden Gefahren hinzuweisen und zugleich Mitglieder für die Organisation zu gewinnen. Die ersten Mitglieder kamen aus dem bürgerlichen Umfeld, und Sitz des Vereins war von Anfang an die Stadt Bremen. 
Es wurden mehrere Arbeitsgruppen innerhalb des Vereins gebildet, die die Schwerpunkte und zugleich den Umfang der Themen zeigen:
- Architektur und Baupflege
- Kunstgewerbe
- Landschaftspflege und Schutz des Landschaftsbildes
- Sitten
- Trachten
- Gebäude: Erhaltung und Neubelebung
- Schutz der Tier- und Pflanzenwelt
- Urgeschichte und Altertumskunde
- Volkskunde
- Sprache und Literatur

Ab 1911 gab der Verein wie viele andere Organisationen der damaligen Zeit seine Jahrbücher heraus, die jedoch nur im Abstand von zwei oder drei Jahren erschienen. Aufgrund des zwischenzeitlich hinzugefügten Namenszusatzes „Bremer Heimatbund“ bekamen die Jahrbücher den Titel „Bremer Beiträge zur niederdeutschen Volkskunde“. 1913 begann der Verein mit einer systematischen Erfassung der Flurnamen, zunächst auf bremischem Gebiet. Ein Schwerpunkt der Vereinstätigkeit waren Bauberatung und Denkmalpflege, wobei er sich nicht auf die Stadt beschränkte, sondern sich vor allem an Bauunternehmer und Baumeister im ländlichen Raum wandte. 
Der Verein ist heute einer von mehreren wissenschaftlichen Vereinigungen in der Wittheit zu Bremen. Zeitweise führte er den Namen Verein für Niedersächsisches Volkstum e. V. – Landesverband Bremen im Deutschen Heimatbund. Er gehört als Landesverband zum Bund Heimat und Umwelt in Deutschland. Erster Vorsitzender ist Wilhelm Tacke, Geschäftsführer ist Karl-Heinz Renken.